# Den kvindelige Spion fra Balkan
Den kvindelige Spion fra Balkan er en dansk stum melodramafilm fra 1912 produceret af Biorama. Filmens primære handling udspiller sig under en krig på Balkan.
Filmen havde premiere den 26. december 1912 i Bioramas egen biograf på Trianglen i København.

## Handling
En barnepige passer en generals søn og stiler på et tidspunkt barnevognen fra sig. Det lille barn bærer et kostbar smykke, og en tyv benytter sig af, at barnepigen er uopmærksom til at stjæle barnet og medaljonen. Barnevognen sendes ned i floden, og alle, inklusive generalen tror, at barnet er dødt. Tyven sælger smykket til en hæler, men bortgiver barnet som hittebarn til en præst, der tager ham til sig, og giver ham navnet Boris. 
Årene går, at Boris kommer i hæren. Under krigen er han med generalens tropper indkvarteret på en gård i fjendens land. Han har et godt øje til proprietærens datter, Marga, der også har et godt øje til Boris. Men Marga er også patriot og forsøger at stjæle generalens krigsplaner. Hun bliver overrasket af Boris, der ser hende bryde skuffen op, men lige idet hører de skridt, og Marga løber bort, men beder Boris om ikke at forråde hende. Boris, der elsker Marga, bliver opdaget med krigsplanerne i hænderne ved det opbrudte skab. Han anklages for forræderi, men vil ikke røbe den kvinde han elsker, og han bliver dømt til døden. Inden dødsdommen skal eksekveres, bliver Boris spurgt, om han har et sidste ønske. Boris ønsker at tale med præsten. Præsten er netop ved at give skriftemål for tyven, der stjal medaljonen og det lille barn, og da han modtager generalens telegram, forstår han, at generalen er ved at henrette sing egen søn. Præsten når frem i sidste øjeblik, og Marga, der har overværet henrettelsespelotonen lægge an, erkender nu for de tilstedeværende, at det var hende, der forsøgte at stjæle papirerne, og at Boris er uskyldig. Krigen hører op på det tidspunkt, og de to elskende kan få hinanden.

## Medvirkende
- Fritz Lamprecht - General Alexander Bogdanewitch
- Alma Lagoni - Wania, generalens hustru
- Knud Rassow - Generalens søn
- Elith Pio - Fjodor, en tyv
- Emma Christiansen - Tatjana, Fjodors kone
- Hans Kayrød - Pater Feval
- Lily Jansen - Varenka, en bonne
- Agnes Andersen - Marga
- Johannes Kilian - En fængselsbetjent
- Arnold Petersen - En soldat